# Idiosoma gardneri
Espèce
Idiosoma gardneri est une espèce d'araignées mygalomorphes de la famille des Idiopidae.

## Distribution
Cette espèce est endémique d'Australie-Occidentale. Elle se rencontre sur le mont Lesueur. 

## Description
Le mâle holotype mesure 19,2 mm.

## Étymologie
Cette espèce est nommée en l'honneur de Charles Austin Gardner. 

## Publication originale
- Rix, Huey, Cooper, Austin & Harvey, 2018 : Conservation systematics of the shield-backed trapdoor spiders of the nigrum-group (Mygalomorphae, Idiopidae, Idiosoma): integrative taxonomy reveals a diverse and threatened fauna from south-western Australia. ZooKeys, no 756, p. 1–121 (texte intégral).